# ماندگار (فیلم ۲۰۱۳)
ماندگار (لهستانی: Nieulotne) یک فیلم درام لهستانی به کارگردانی یاتسک بورتسوخ است که در سال ۲۰۱۳ منتشر شد.

## گزیدهٔ بازیگران
- ماگدالنا بروس
- یاکوب گیرشائو
- آنخلا مولینا
- یوانا کولیگ
- آندژی خیرا
- مارتسل سابات